# Yakan (peuple)
Le peuple Yakan fait partie des principaux groupes ethnolinguistiques autochtones philippins de l' archipel de Sulu. Aussi connu sous le nom de "tisserands de rêve", il compte un grand nombre de musulmans. Il est considéré comme l'un des 13 groupes moro aux Philippines . Les Yakans résident principalement à Basilan mais certains habitent la ville de Zamboanga . Leur langue, le Bissa Yakan, ressemble au  Sama-Bajau, au Sama, et au Tausug (d'après Jundam 1983 : 7-8). Elle utilise  l'alphabet arabe malais (le jawi), qui comprte des adaptations à des sons non présents en arabe (Sherfan 1976). En 2010, leur population est de 202 314 personnes.
Les Yakan sont un peuple de cavaliers et de tisserands. Culturellement, ce sont des Sama qui vivent à Basilan et Zamboanga : d'autres sous-groupes ethniques issus des Sama sont les Bajau, les Dilaut, les Kalibugan.

## Histoire et culture
Les Yakans résident dans l'archipel de Sulu, situé à l'ouest de Zamboanga à Mindanao. Traditionnellement, ils portent des vêtements colorés et tissés à la main. Les femmes sont vêtues de chemisiers courts ajustés. Hommes et femmes s'habillent en pantalons à coupe étroite ressemblant à des culottes. Les femmes le recouvrent en partie d'un tissu enveloppant tandis que les hommes enroulent un tissu en forme de ceinture autour de leurs tailles où ils placent de longs couteaux. De nos jours, la plupart des Yakans portent des vêtements occidentaux et utilisent leurs vêtements traditionnels uniquement pour les festivals culturels.
Les Espagnols appelaient les Yakan « Sameacas » et les considéraient comme un peuple des collines distant et parfois hostile (d'après Wulff 1978: 149 et Haylaya 1980: 13).
Au début des années 1970, certains des Yakan s'installent à Zamboanga City, en raison de troubles politiques qui mènent à des conflits armés entre le militant Moro et les soldats du gouvernement. Le village de Yakan dans le Haut-Calaire est célèbre parmi les touristes locaux et étrangers en raison de leur art du tissage. Traditionnellement, ils utilisent  des plantes comme l'ananas et l'abaca transformées en fibres comme matériau pour le tissage. Avec des extraits d'herbes de feuilles, de racines et d'écorces, les Yakans teignent des fibres et produisent des combinaisons colorées et des motifs complexes.

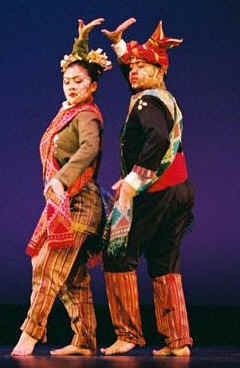
Couple Yakan exécutant une danse de mariage traditionnelle.

Le Seputangan est le motif le plus complexe. Il est porté par les femmes,  autour de leur taille ou sur leur tête. Le Palipattang est modelé d'après les couleurs de l'arc-en-ciel, le bunga-sama se rapproche visuellement du python. Les matériaux finis différant entre eux, chaque tissu yakan est unique, par le motif, la conception ou la distribution des couleurs.
Les contacts avec les colons de Luzon, des Visayas et du Corps de la Paix provoquent des changements dans l'art du tissage. Le recours aux colorants chimiques et une plus grande variété d'objets (sets de table, décorations murales, sacs à main et autres articles absents de la maison traditionnelle yakan) en résultent. En d'autres termes, les indigènes répondent, pour des raisons économiques, aux besoins de leurs clients. De nouveaux motifs sont intégrés à leur art : le kenna-kenna, qui prend la forme d'un poisson, le dawen-dawen, qui prend celle d'une feuille de vigne, le pene mata-mata (forme d'un œil), et le kabang buddi (motif en forme de losange).

## Exemples d'art yakan

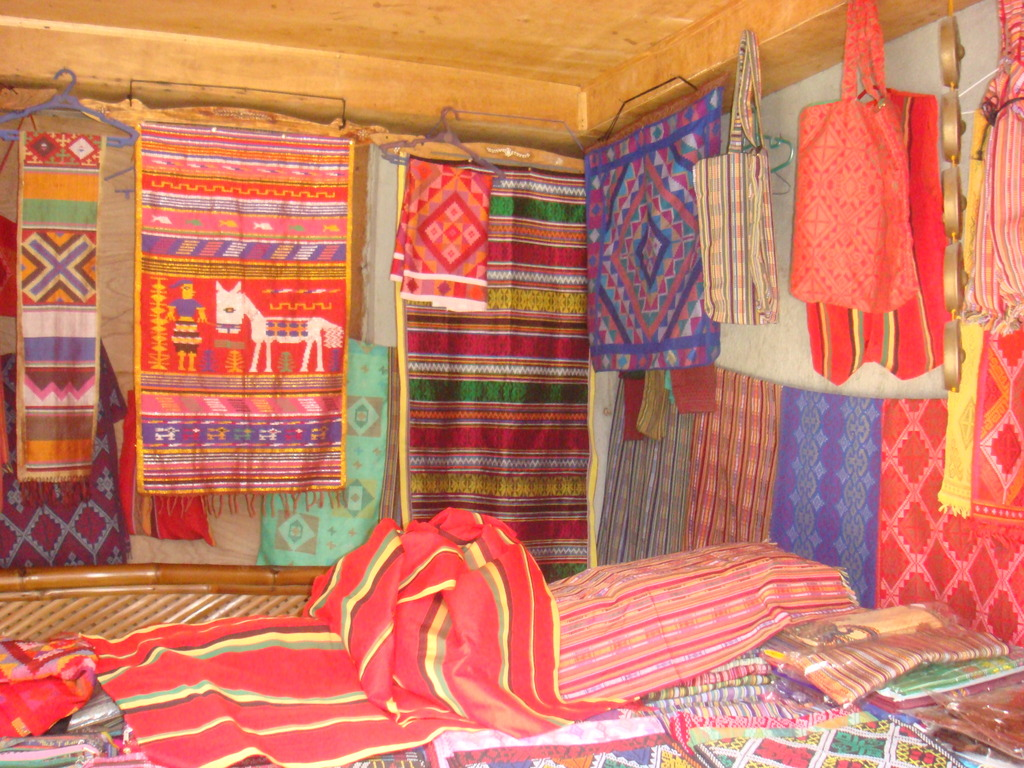
Mètres de vêtements disposés
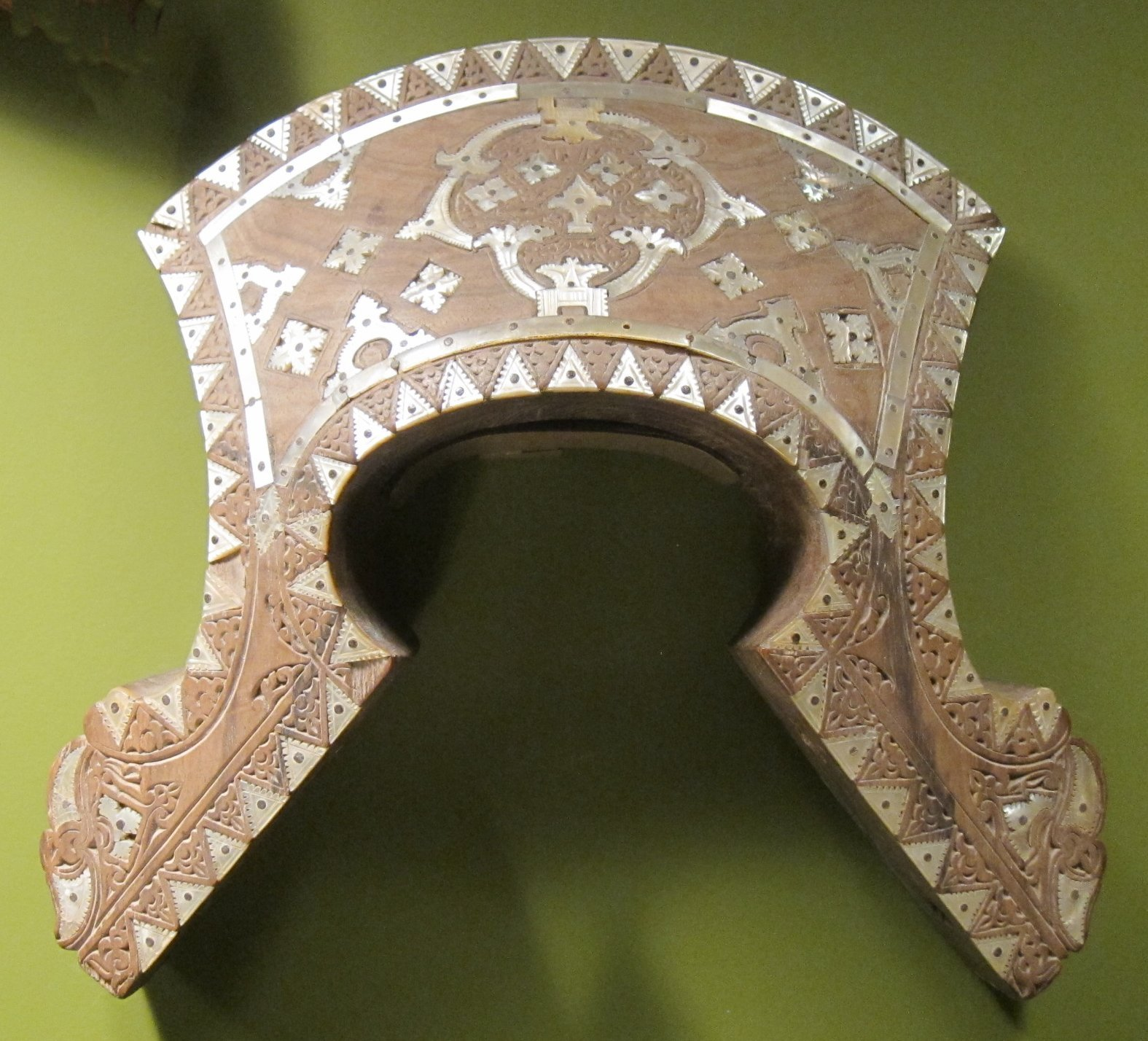
Panneau de selle en bois avec incrustation de coquillages
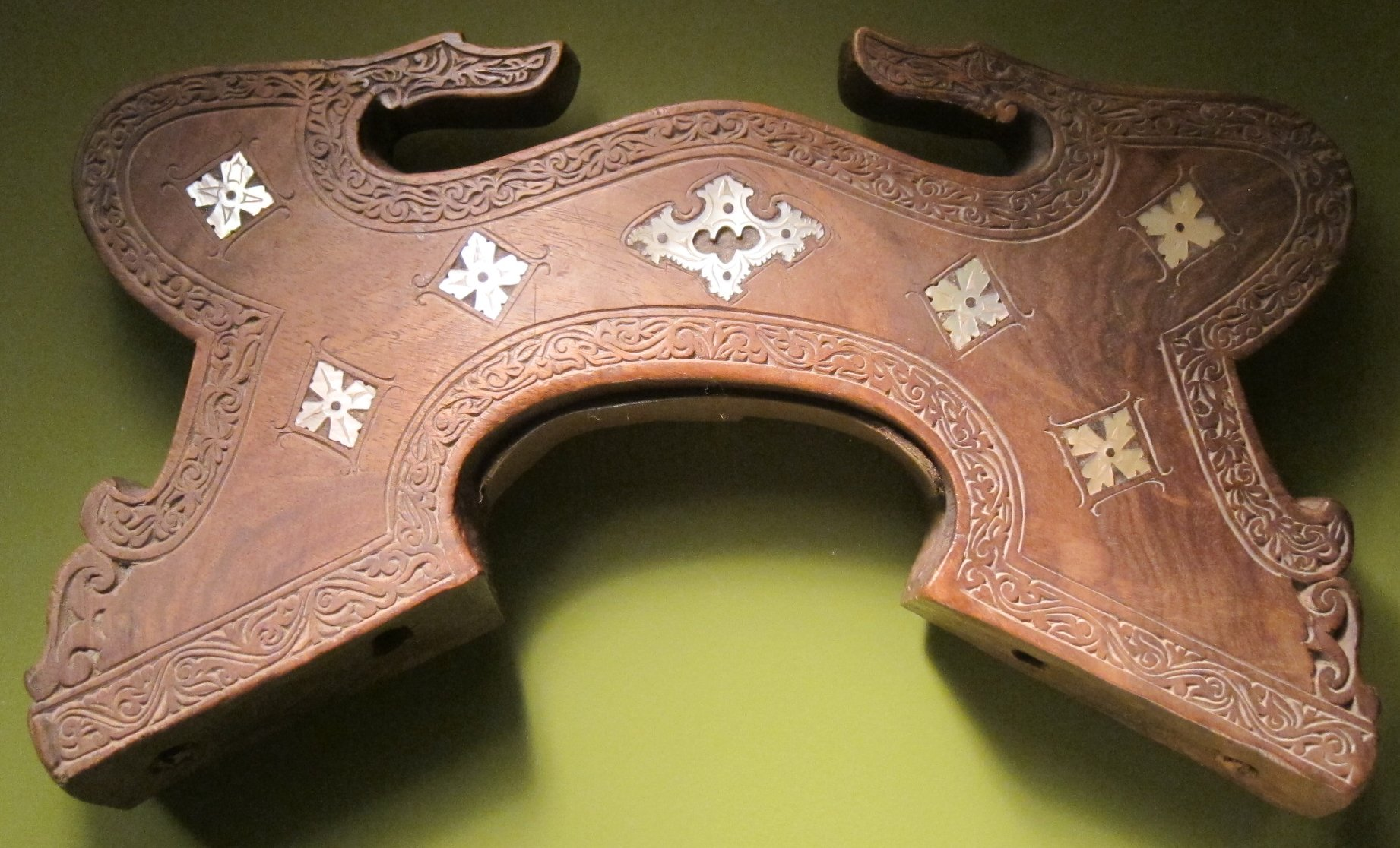
Autre panneau de selle en bois avec incrustation de coque
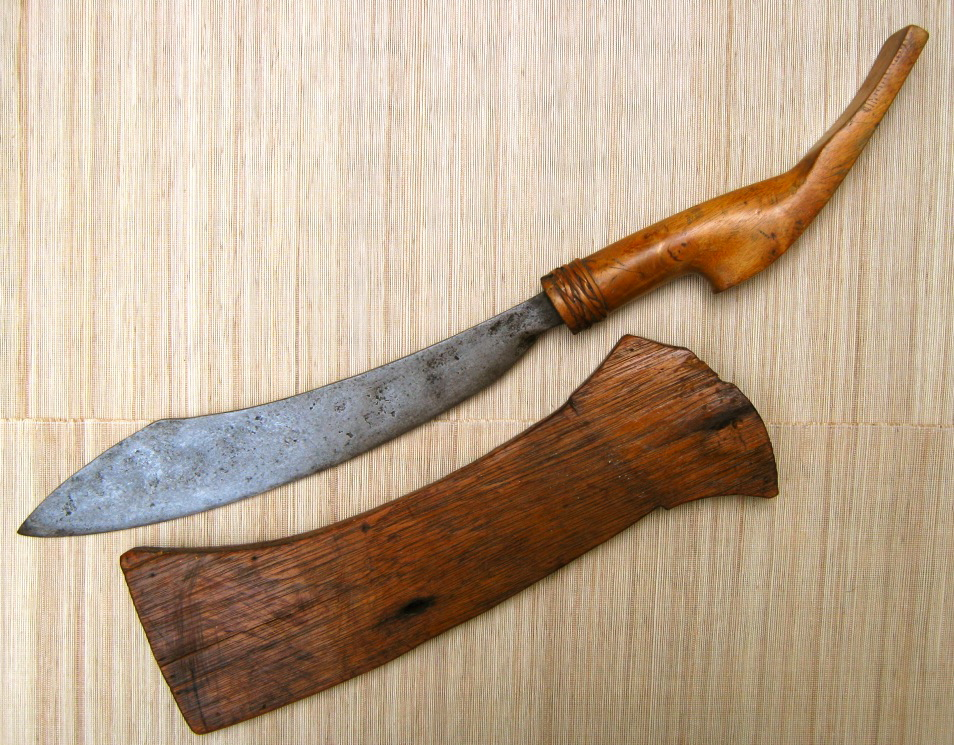
Pira (nom donné à l'épée traditionnelle Yakan)